# Tour de Thaïlande féminin
Tour de Thaïlande féminin (officiellement The Princess Maha Chackri Sirindhorn's Cup "Women's Tour of Thailand") est une course cycliste féminine par étapes, créée en 2012. Elle fait partie de la catégorie 2.2 du calendrier de l'Union cycliste internationale de 2012 à 2016, puis est en 2.1 depuis.

## Palmarès
| Année | Vainqueur         | Deuxième                 | Troisième                          |
| ----- | ----------------- | ------------------------ | ---------------------------------- |
| 2012  | Liu Xin           | Mayuko Hagiwara          | Sun Ae Choi                        |
| 2013  | Thuy Dung Nguyen  | Huang Ting-ying          | Wilaiwan Kunlapha                  |
| 2014  | Meng Zhao Juan    | Jutatip Maneephan        | Hsiao Mei-yu                       |
| 2015  | Meng Zhao Juan    | Lauren Kitchen           | Nguyễn Thị Thật                    |
| 2016  | Yang Qianyu       | Huang Ting-ying          | Thi Thi Nguyen                     |
| 2017  | Phetdarin Somrat  | Nguyễn Thị Thật          | Miriam Bjørnsrud                   |
| 2018  | Olga Zabelinskaïa | Karina Kasenova          | Gulnaz Khatuntseva                 |
| 2019  | Jutatip Maneephan | Teniel Campbell          | Yumi Kajihara                      |
| 2020  | Jutatip Maneephan | Supaksorn Nuntana        | Chaniporn Batriya                  |
| 2021  | Chaniporn Batriya | Satinee Juntima          | Jutatip Maneephan                  |
| 2022  | Phetdarin Somrat  | Hannah Seeliger          | Siti Nur Adibah Akma Mohammed Fuad |
| 2023  | Lee Eun-Hee       | Nur Aisyah Mohamad Zubir | Ayustina Priatna                   |
| 2024  | Jutatip Maneephan | Nguyễn Thị Thật          | Claudia Marcks                     |
| 2025  | Jutatip Maneephan | Sze-wing Lee             | Jiali Liu                          |